# SN 2011ax
SN 2011ax – supernowa typu Ia odkryta 10 marca 2011 roku w galaktyce A073609+4727. W momencie odkrycia miała maksymalną jasność 18,30m.